# Вісім днів із життя Бурундука
«Вісім днів із життя Бурундука» – повість українського письменника Івана Андрусяка. Зорієнтована на дітей середнього шкільного віку.
Головний герой - школяр Івась Бондарук, якого в класі прозвали Бурундуком через те, що він "щокастий" і не любить фізкультури. Наражаючись на постійні кпини однокласників, він вирішує вчинити щось незвичайне, щоб виділитися, і для цього намагається скористатися стародавнім фольклорним рецептом - вивести собі кишенькового чортика.
У доступній для сучасної дитини формі, зокрема через пригодницький сюжет, повість художньо досліджує складні теми становлення юного характеру.
Перше видання вийшло 2012 року у видавництві «Грані-Т» в серії «Книготерапія». Художнє оформлення поетеси, художниці Ганни Осадко, післямова письменниці, казкотерапевта Катерини Єгорушкіної. Скорочена версія повісті у 2010 році була опублікована в дитячому журналі «Барвінок».
Книжка увійшла до короткого списку Книжкової премії «Дитяча Книга року ВВС-2012»; до престижного щорічного каталогу найкращих дитячих видань світу «Білі ворони 2013» (White Ravens 2013).
У 2015 р. у видавництві «Книжковий клуб «Клуб сімейного дозвілля» побачила світ книжка Івана Андрусяка «Закоханий Бурундук та інші розбишацькі історії», в якій опубліковано повість «Завдання з фізики» - нову історію про Івася Бондарука, головного героя повісті «Вісім днів із життя Бурундука».
У 2017 р. у видавництві «Фонтан казок» в серії «Книжка про мене» вийшла книжка Івана Андрусяка «28 днів із життя Бурундука», яка включає повісті «Вісім днів із життя Бурундука» та «Завдання з фізики», а також нові оповідання про цього героя - «Креденс» і «Алхімік». Ілюстрації в коміксовому стилі знову виконала Ганна Осадко.

## Анотація
«Кому ж не хочеться бути героєм класу, а може, й усієї школи?! Краще від інших стрибати через козла і лазити по канату, забивати хвацькі голи й не боятися навіть директора... Тоді хлопці завжди братимуть тебе в команду, а головне – ніхто з тебе не насміхатиметься й не називатиме образливим прізвиськом. А може, навіть ота задерихвістка з паралельного класу – кісочки-бантики-сюсі-пусі – зверне на тебе увагу...
Але на що ти готовий, щоб усього цього домогтися?!
Нова повість одного з найулюбленіших письменників української дітвори Івана Андрусяка – це сповнена іскрометного гумору і тонкого розуміння дитячої психології історія про реальні проблеми, які хвилюють сучасних школярів».

## Відгуки
|  | І як же досягти своєї мети? Ось тут нам і знадобиться така риса, як цілеспрямованість. За що, думаєте, клас почав поважати Івася-Бурундука? За те, що добре вчився і давав списувати? Аж ніяк. На хлопця звернули увагу тоді, коли він проявив характер, досягаючи мети (хай навіть не своєї). Івась виявив силу волі, цілеспрямованість, наполегливість та оригінальність. І навіть дівчина, до якої він був небайдужий, визнала його «прикольність»... Щоправда, «за все в житті платити треба», – тож хлопця «наздогнала ангіна» за ті пачки морозива... Однак тепер він має безцінний досвід цілеспрямованості. І досвід самостійного мислення, прийняття власних рішень, відповідальності за їхні наслідки. (Катерина Єгорушкіна. «Серйозна розмова про свою й «позичену» мету». Післямова) |

|  | Із перших сторінок книга захоплює настільки, що навіть доросла людина легко занурюється у вир шкільного життя, що й казати про однолітків головного героя. Це реалістична історія дитячого життя. То Івась збирає гроші на нову мобілку, то читає «Айвенґо» й кайфує, попри те, що це твір за шкільною програмою, то знаходить у бабусиній хаті старезний журнал «Перець», то їде разом із батьками та сестричкою в село до бабусі, яка може годинами розповідати про цілюще повітря села та шкоду міста. А ще Івасів тато добре розбирається в комп’ютерах. Саме ці знайомі для всіх нас – і дітей, і дорослих – деталі роблять твір захопливим і цікавим, адже ми так любимо знаходити у книзі щось знайоме, щось із свого життя. (Юлія Кузьменко. Прозова історія про шкільне життя від улюбленого дитячого поета. Із рецензії на «Буквоїді») |

|  | Повість читається легко. Написана з гумором та піднімає важливу тему «непопулярної» дитини. «Вісім днів із життя Бурундука» – це і повість про самопізнання та вибір справжніх цінностей, і своєрідна доросла фантазія на тему досконалої розумної і внутрішньо доволі «дорослої» дитини. Дитячий світ повісті – це дитячий світ, яким його хотіли би бачити дорослі. Можливо, це й зовсім непогано: дитяча література може (повинна?) бути одним із острівців перепочинку від «чорнухи». «Вісім днів із життя Бурундука» варто читати всією сім’єю. Буде чудова нагода поговорити про шкільні справи та дорослішання. (Ірина Славінська. Книжки травня: виходимо з анабіозу. Із рецензії на «Українській правді – Життя») |

|  | Про те, що Іван Андрусяк рано чи пізно стане дитячим письменником, я знав уже давно. Щоб дійти такого висновку, зовсім не обов’язково ретельно вивчати його творчість. Варто лиш звернути увагу на те, з яким захватом Іван розповідає про витівки своїх донечок. Він каже, що разом із ними проживає ще одне життя... Але я, звісно, і гадки не мав, що в його дитячій прозі зрине коли–небудь справжній фаустівський мотив. Аж раптом – «Вісім днів із життя Бурундука», такий собі український дитячий «Фауст»! (Леонід Ушкалов. Із статті «Ходить Фауст по Європі...») |

## Рецензії
- Кроп Тетяна. Власна мета. Чи позичена? – «Літературна Україна». – № 14 (5443). – 5 квітня 2012 р. – С. 10.
- Юлія Кузьменко. Прозова історія про шкільне життя від улюбленого дитячого поета. Рецензія на «Буквоїді»
- Ірина Славінська. Книжки травня: виходимо з анабіозу. Рецензія на «Українській правді – Життя» [Архівовано 17 травня 2012 у Wayback Machine.]
- Леонід Ушкалов. Ходить Фауст по Європі... Українська література й чорт. Україна молода, № 118 за 14.08.2012 [Архівовано 8 січня 2014 у Wayback Machine.]
- Жанна Куява. Щоб не виріс музикантом програміст [Архівовано 22 серпня 2012 у Wayback Machine.]
- Юлія Мендель. Жінки у житті Івасика Бурундука [Архівовано 18 серпня 2012 у Wayback Machine.]
- Розповідь про дитячу приязнь: рецензія професора Віри Агеєвої на сайті ВВС [Архівовано 14 грудня 2012 у Wayback Machine.]